# Cugir
Cugir, mai demult Cudgir (în maghiară Kudzsir, în germană Kudsir, Kudschir, Kuschir) este un oraș în județul Alba, Transilvania, România, format din localitățile componente Bocșitura, Bucuru, Călene, Cugir (reședința), Fețeni, Goașele, Mugești și Vinerea.

## Geografie
Teritoriul orașului ocupă partea de sud-vest a județului, iar orașul propriu-zis este situat în partea nordică a acestui teritoriu. În imediata apropriere spre est, sud și vest se ridică dealuri ce depășesc 700 m altitudine, în mare măsură acoperite cu foioase și plantații de pin. Spre sud de aceste dealuri se întinde regiunea muntoasă, grupa munților Șureanu ce face parte din Carpații Meridionali, iar spre nord șerpuiește lunca și terasele râului Cugir.
Din punct de vedere geografico-matematic, localitatea se află la intersecția paralelei de 45’49” latitudine nordică cu meridianul de 23’ 34” longitudine estică, situându-se la 15 km sud de Valea Mureșului, la 25 km est de Orăștie, 35 km sud–vest de Sebeș și 45 km sud-vest de municipiul Alba Iulia.
Orașul Cugir este situat în zona de contact a culoarului depresionar al Orăștiei cu Munții Șureanu, într-un cadru natural deosebit de pitoresc, la o altitudine de 300 m față de nivelul mării.
Municipiile apropiate de Cugir sunt: 
- municipiul Alba-Iulia – 45 km nord-est,
- municipiul Sibiu – 97 km,
- municipiul Deva – 45 km,
- municipiul Cluj-Napoca – 149 km.

Administrativ teritoriul orașului Cugir se învecinează:
- la N cu comuna Șibot,
- la N-E cu comuna Săliștea,
- la E cu comunele Săsciori, Pianu și Șugag,
- la S și la V cu județul Hunedoara

### Climă
Tipul de climat este temperat-continental-umed. Acesta se caracterizează prin temperatura medie anuală de 8º-9 °C și un regim potrivit de precipitații de 600–700 mm anual.
Datorită diferenței reliefului în altitudine, pe teritoriul orașului Cugir și condițiile climatice sunt diferențiate. Se poate vorbi astfel despre un microclimat a zonei de luncă, terase și dealuri și despre climatul de munte.
Munții de lângă Cugir sunt foarte vegetați și verzi, cu multă pădure.
În general, verile sunt călduroase iar iernile blânde deoarece orașul este înconjurat de dealuri și munți care "protejează" de anumite dezlănțuiri ale naturii cum ar fi vremea, furtunile și cutremurele.

### Bazin hidrografic
Orașul Cugir se află pe malul râului Cugir care este un curs de apă, al șaizeci și unulea afluent de stânga al râului Mureș.

## Istoric
Cugirul s-a dezvoltat din vechea așezare rurală Kudsir, atestată documentar în anul 1493, devenind oraș în anul 1968.
Pe „Dealul Cetății”, pe un promontoriu strategic, a existat probabil o fortificație dacică. Ea n-a fost cercetată prin săpături sistematice. Totuși, pe baza fragmentelor ceramice găsite, se pare că fortificația ar data din sec. II-I î.C. Pentru aceeasi datare pledează și un mic tezaur de monede, descoperit la poalele Dealului Cetății. Din acest tezaur se mai păstrează 8 tetradrahme din “Macedonia Prima” și o imitație dacică după o monedă de tip Filip II. Un alt tezaur monetar s-a găsit pe platoul superior al cetății.

## Demografie
Componența etnică a orașului Cugir
     Români (85,18%)
     Romi (3,35%)
     Alte etnii (0,67%)
     Necunoscută (10,8%)
Componența confesională a orașului Cugir
     Ortodocși (81,93%)
     Penticostali (1,82%)
     Alte religii (4,5%)
     Necunoscută (11,75%)
Conform recensământului efectuat în 2021, populația orașului Cugir se ridică la 19.473 de locuitori, în scădere față de recensământul anterior din 2011, când fuseseră înregistrați 21.376 de locuitori. Majoritatea locuitorilor sunt români (85,18%), cu o minoritate de romi (3,35%), iar pentru 10,8% nu se cunoaște apartenența etnică. Din punct de vedere confesional, majoritatea locuitorilor sunt ortodocși (81,93%), cu o minoritate de penticostali (1,82%), iar pentru 11,75% nu se cunoaște apartenența confesională.
Date: Recensăminte sau birourile de statistică - grafică realizată de Wikipedia

## Politică și administrație
Orașul Cugir este administrat de un primar și un consiliu local compus din 19 consilieri. Primarul, Adrian Ovidiu Teban[*], de la Partidul Național Liberal, este în funcție din 2004. Începând cu alegerile locale din 2024, consiliul local are următoarea componență pe partide politice:
|  | Partid                          | Consilieri | Componența Consiliului | Componența Consiliului | Componența Consiliului | Componența Consiliului | Componența Consiliului | Componența Consiliului | Componența Consiliului | Componența Consiliului |
|  | ------------------------------- | ---------- | ---------------------- | ---------------------- | ---------------------- | ---------------------- | ---------------------- | ---------------------- | ---------------------- | ---------------------- |
|  | Partidul Național Liberal       | 8          |                        |                        |                        |                        |                        |                        |                        |                        |
|  | Partidul Social Democrat        | 6          |                        |                        |                        |                        |                        |                        |                        |                        |
|  | Uniunea Salvați România         | 3          |                        |                        |                        |                        |                        |                        |                        |                        |
|  | Alianța pentru Unirea Românilor | 2          |                        |                        |                        |                        |                        |                        |                        |                        |

## Economie
Profilul economic al orașului este preponderent industrial, axat în special pe activitatea de prelucrare a metalelor.
În anul 1799 se înființează prima unitate industrială importantă în zonă. 
În anul 1906 se construiește calea ferata Șibot- Cugir, iar în anul 1911 se realizează barajul si aducțiunea de apa de pe Râul Mic, fapt care facilitează dezvoltarea industrială a orașului.
În prezent industria cugireană se axează pe două ramuri principale:
- Industria de armament (vezi: Uzina Mecanică Cugir)
- Prelucrarea metalelor la rece.

## Obiective turistice
- Catedrala Ortodoxă
- Rezervația naturală Iezerul Șurianul (20 ha).
- Biserica Sfânta Treime din Cugir, construită ca biserică unită între anii 1806-1809 de episcopul Ioan Bob
- Biserica Sfinții Apostoli Petru și Pavel din Vinerea - 5 km
- Sălile muzeistice din Clubul elevilor și copiilor Cugir
- Zonele de agrement Râul Mare și Râul Mic Cugir
- Apeductul Wasser Leine construit în 1906 de germani și italieni
- Cetatea dacică de pământ de la Cugir - 2 km
- Biserica Romano-Catolică construită în anii 1824-1826 din cartierul Scăunel
- Frumoasa (sit de importanță comunitară inclus în rețeaua ecologică europeană Natura 2000 în România).

## Personalități
- Gheorghe Jiboteanu (1869 - 1932), deputat în Marea Adunare Națională de la Alba Iulia 1918;
- Traian Lupea (1878 - 1967), deputat în Marea Adunare Națională de la Alba Iulia 1918;
- Petru Roman (1881 - 1949), deputat în Marea Adunare Națională de la Alba Iulia 1918;
- Ahmet Nurmambet (1893 - 1953), ofițer de origine tătară crimeeană al Armatei Române;
- Iosif Pervain (1915 - 1982),  istoric literar;
- Alexandru A. Herlea (1907 - 1979), profesor universitar, om politic;
- Valentin Uritescu (1941 - 2022), actor;
- Bogdan Borza (n. 1957), tenismen;
- Lucian Itu (n. 1978), fotbalist.

## Imagini

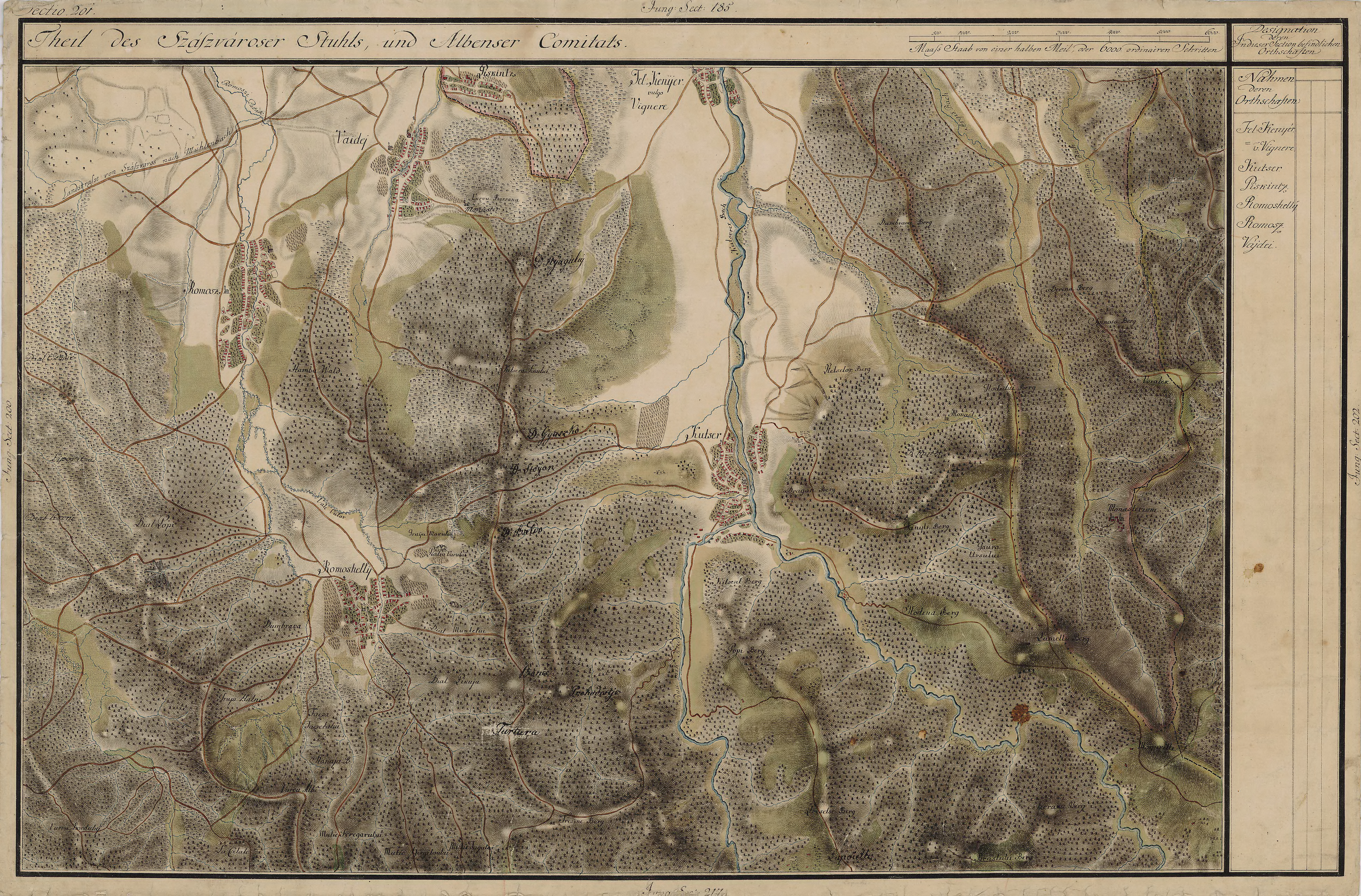
Cugir în Harta Iosefină a Transilvaniei, 1769-1773
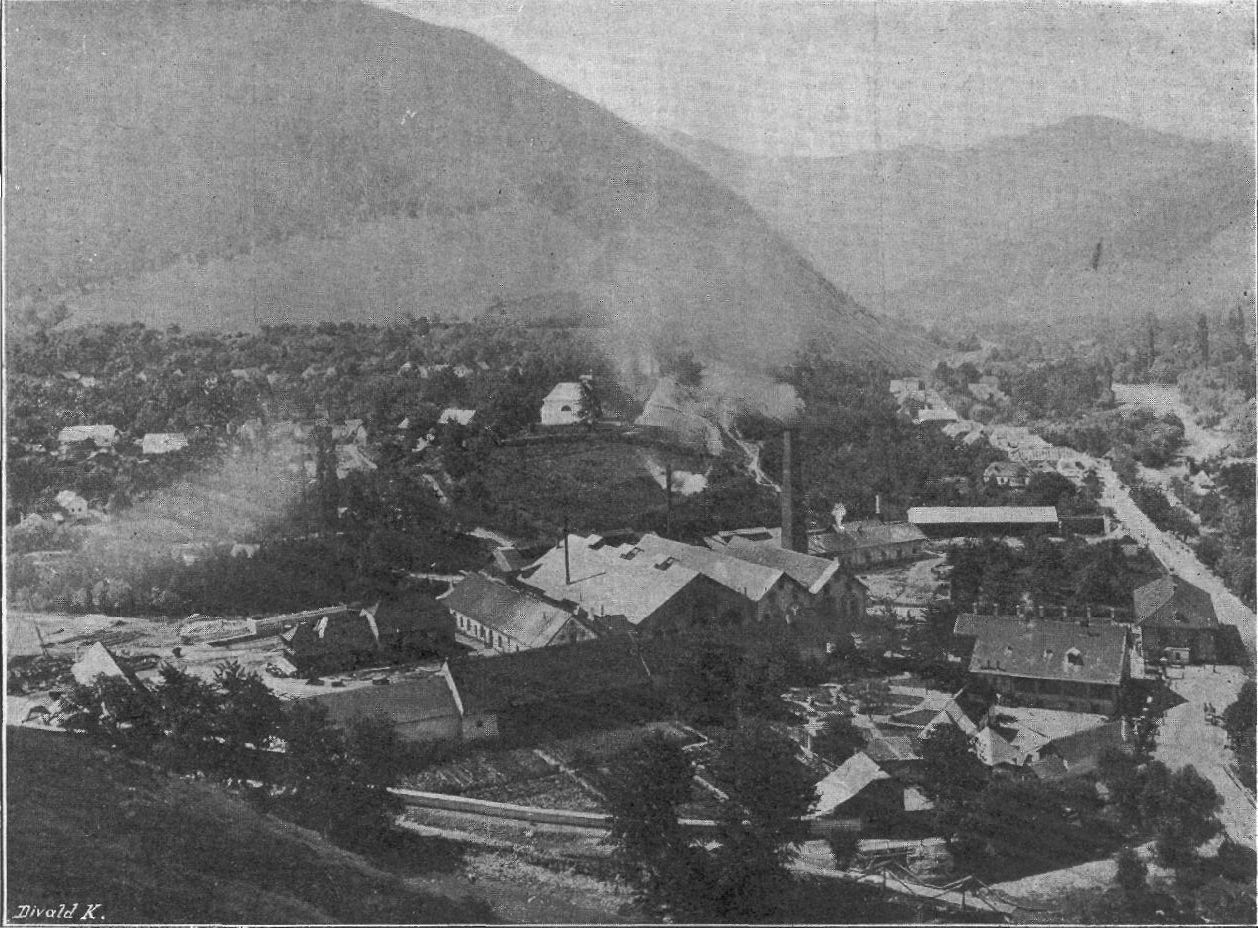
Cugir în anul 1896
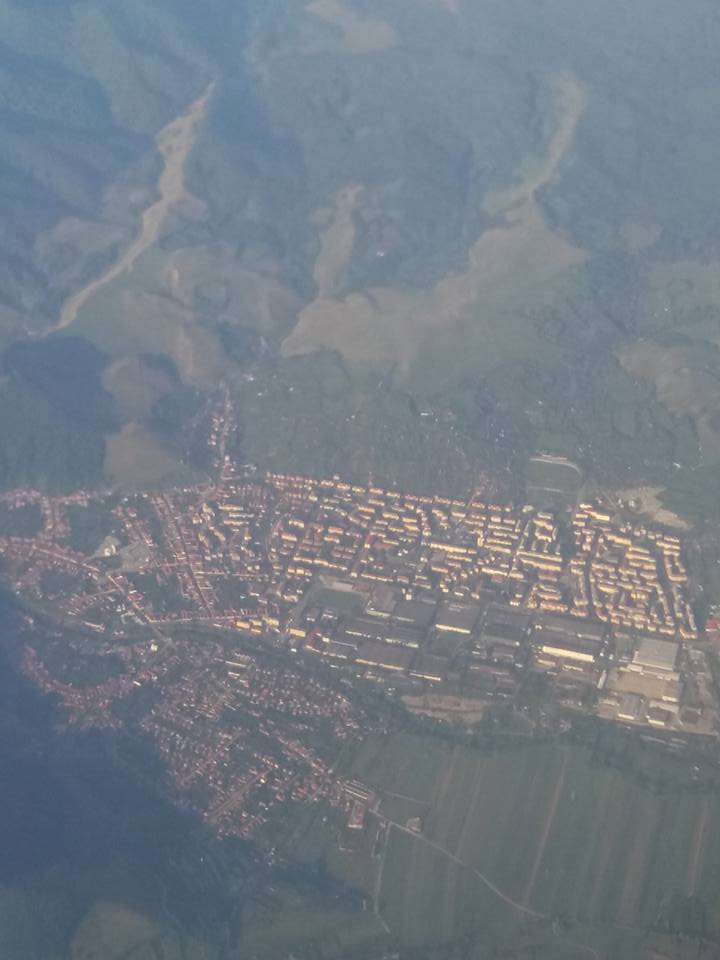
Vedere aeriană
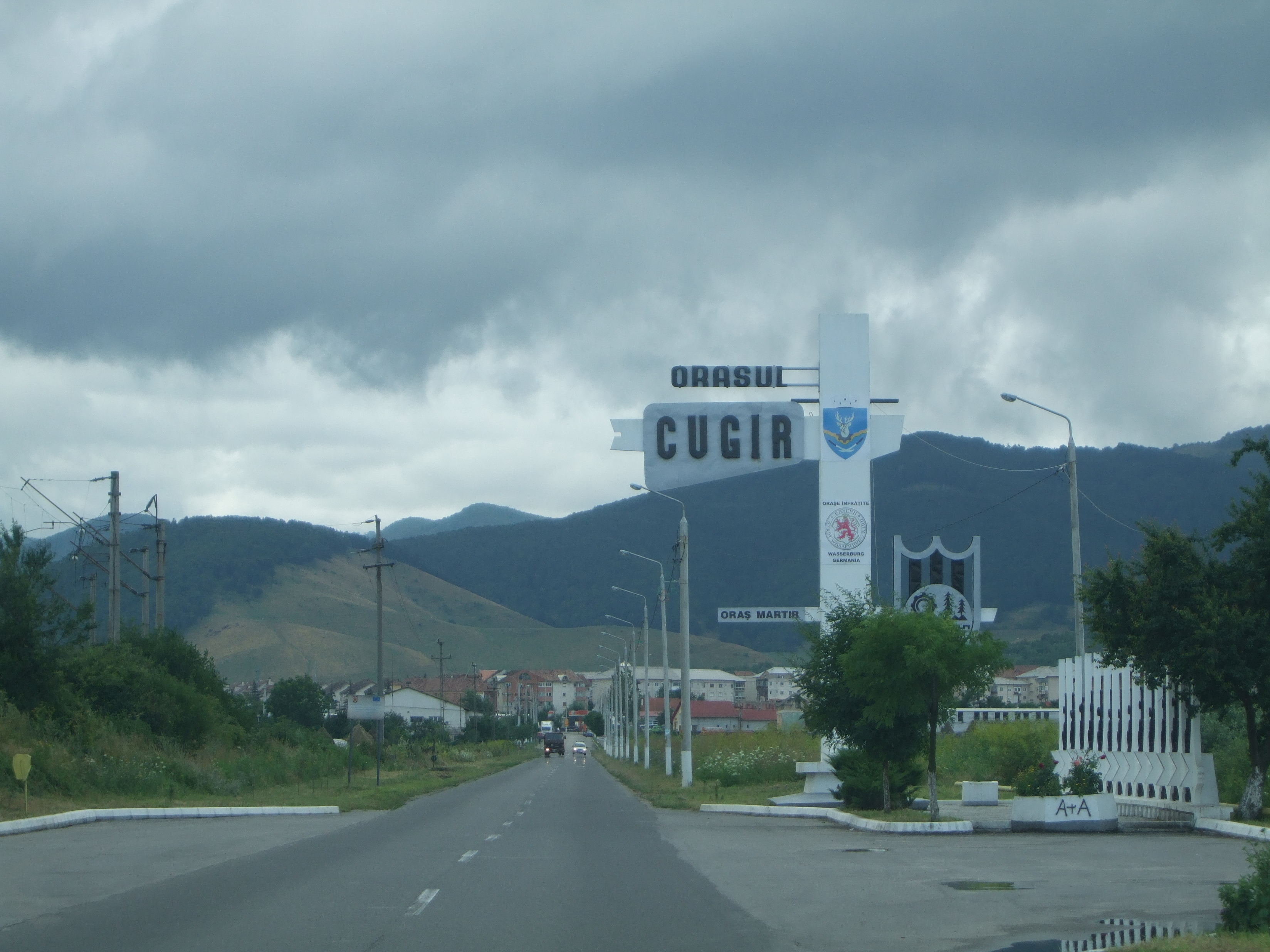
Intrarea principală în orașul Cugir
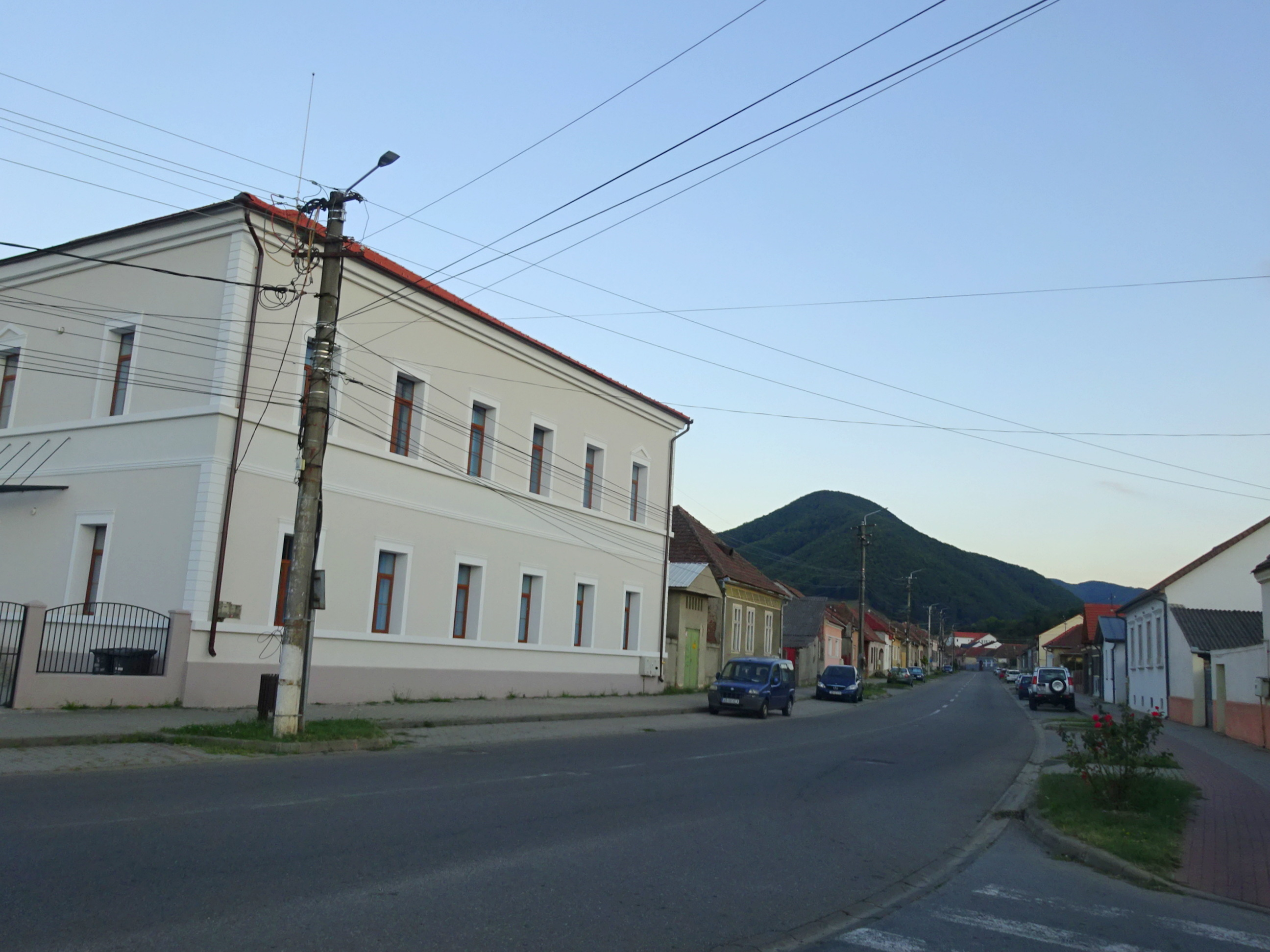
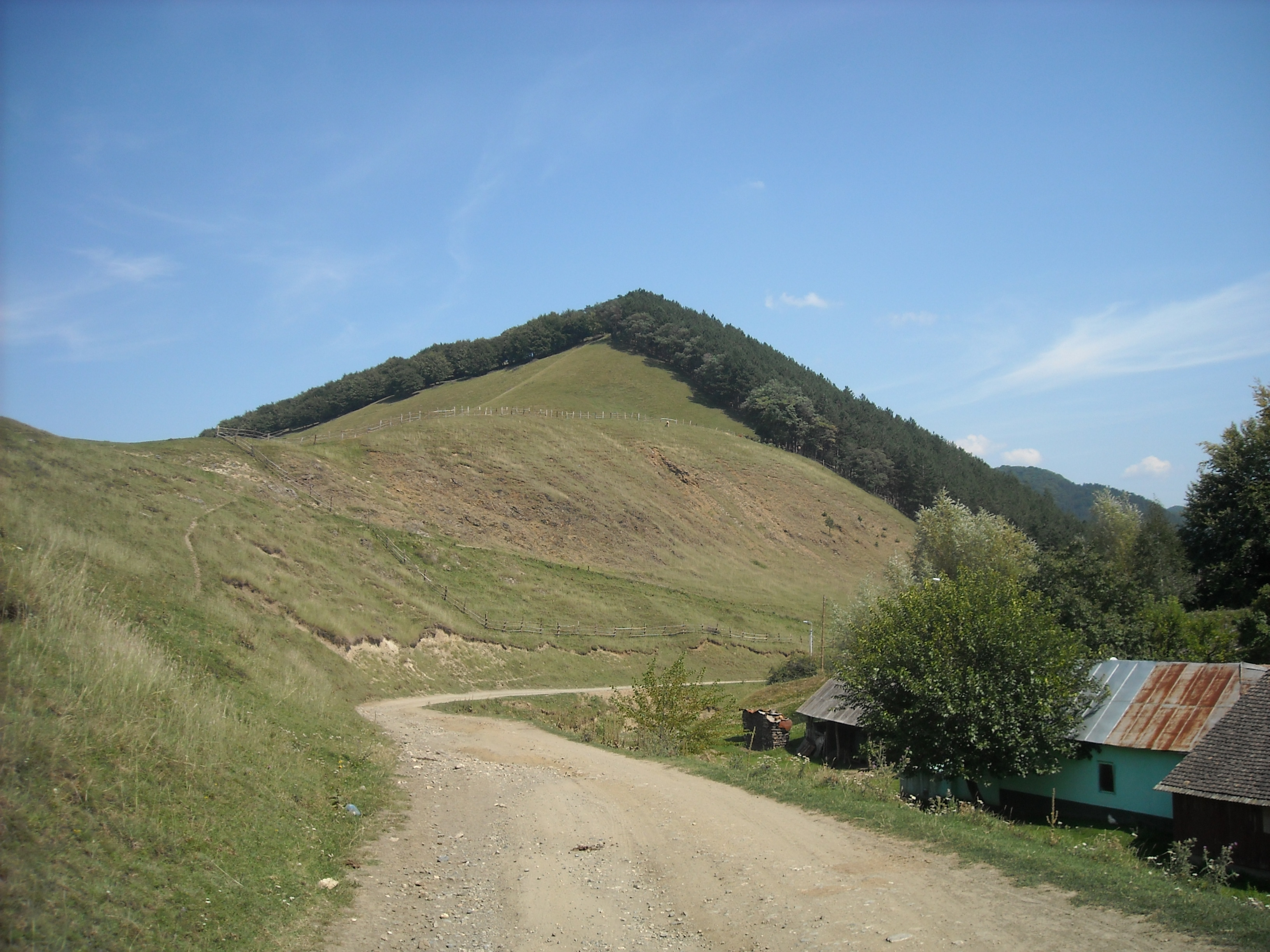
Dealul „Cetățuia” din Cugir (495 m)
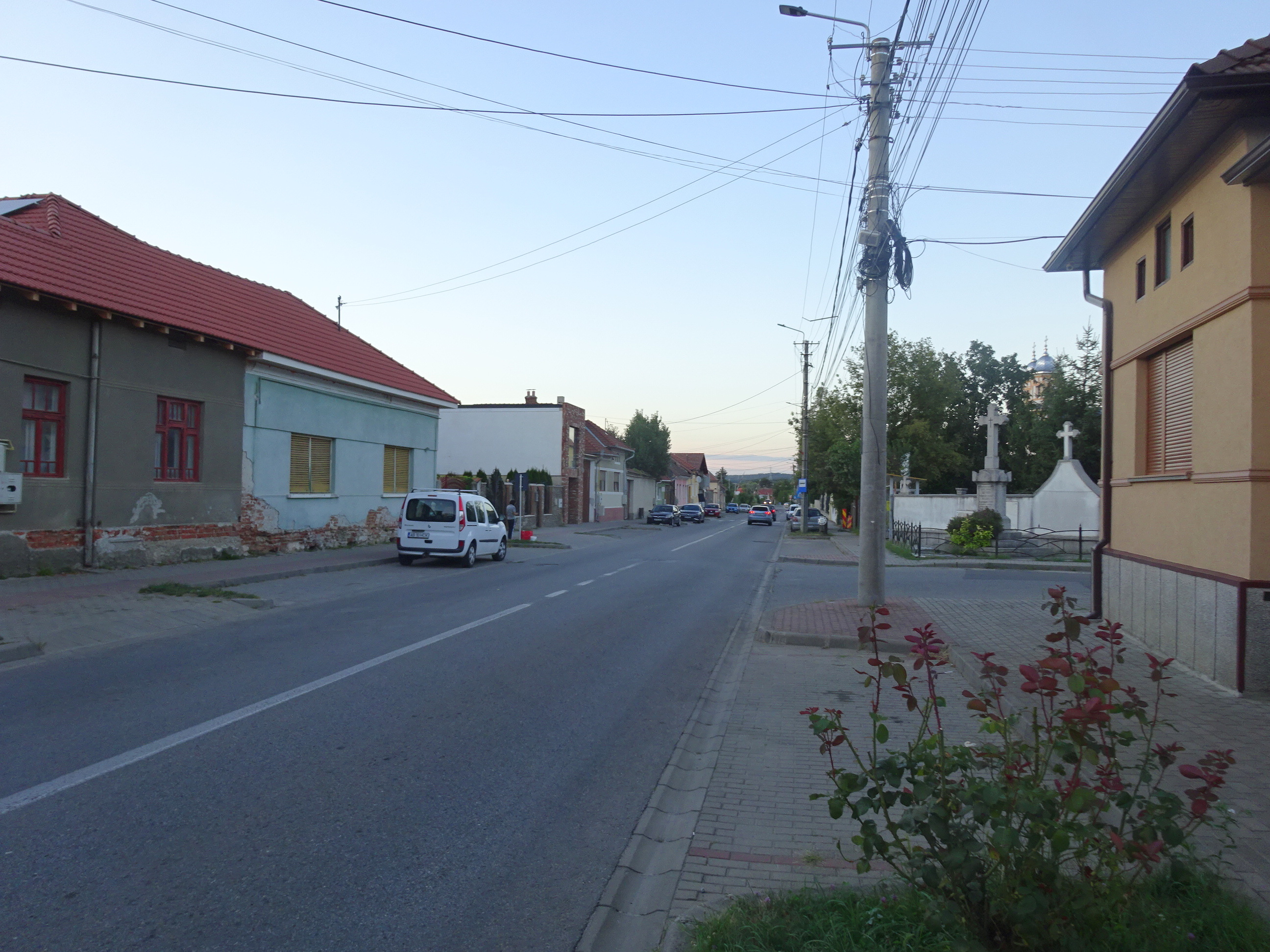
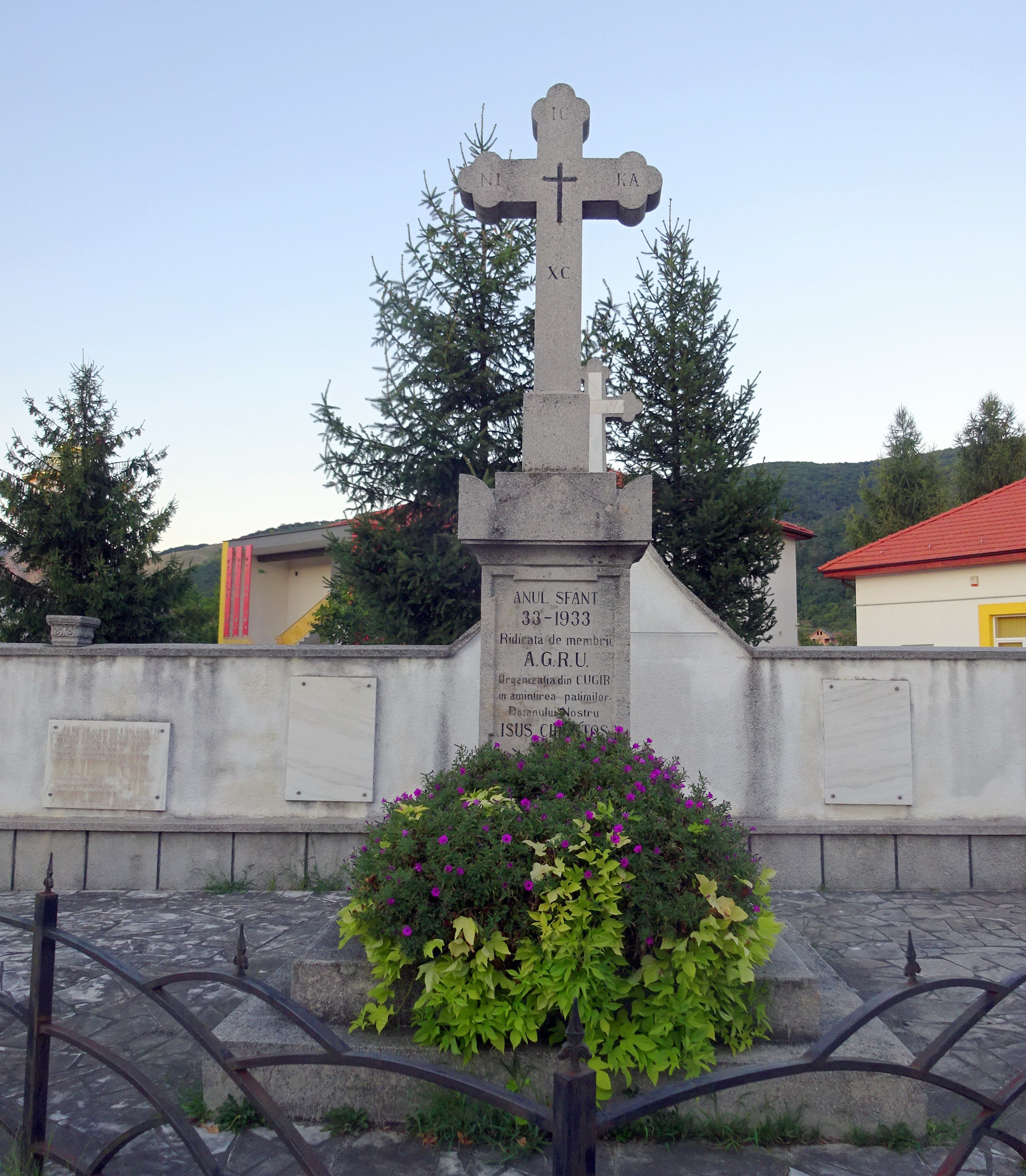
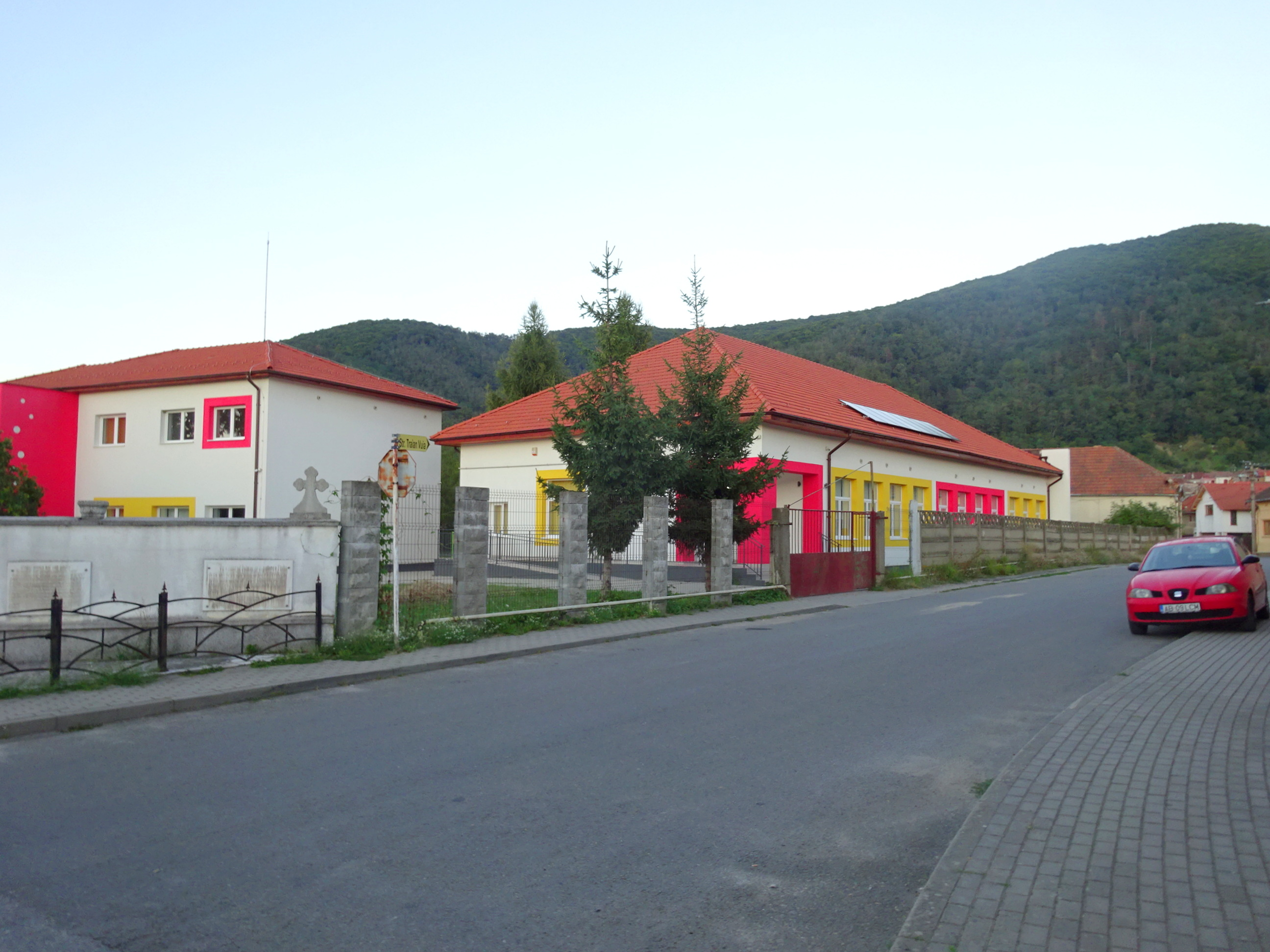
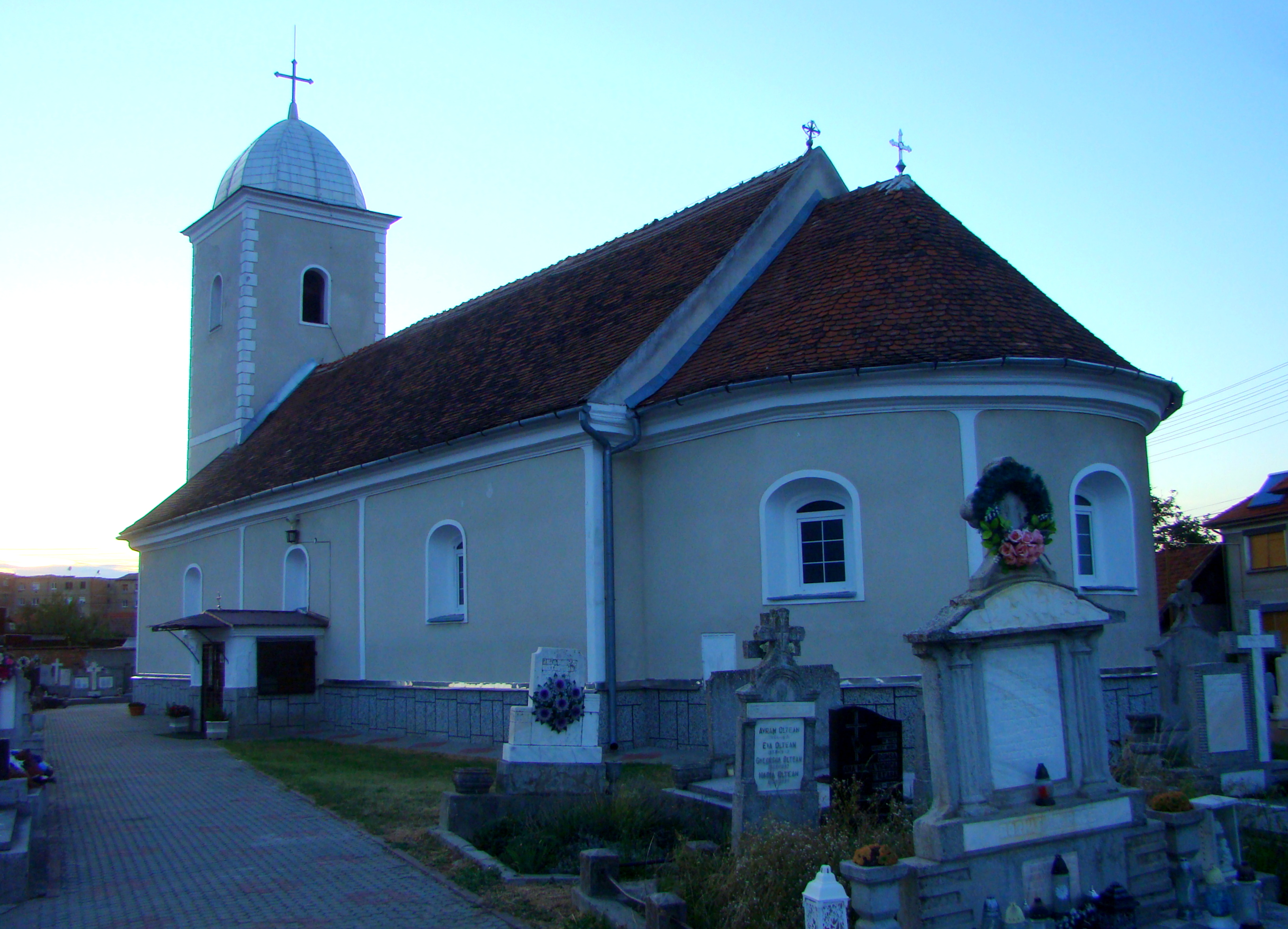
Biserica Sfânta Treime din Cugir (monument istoric)
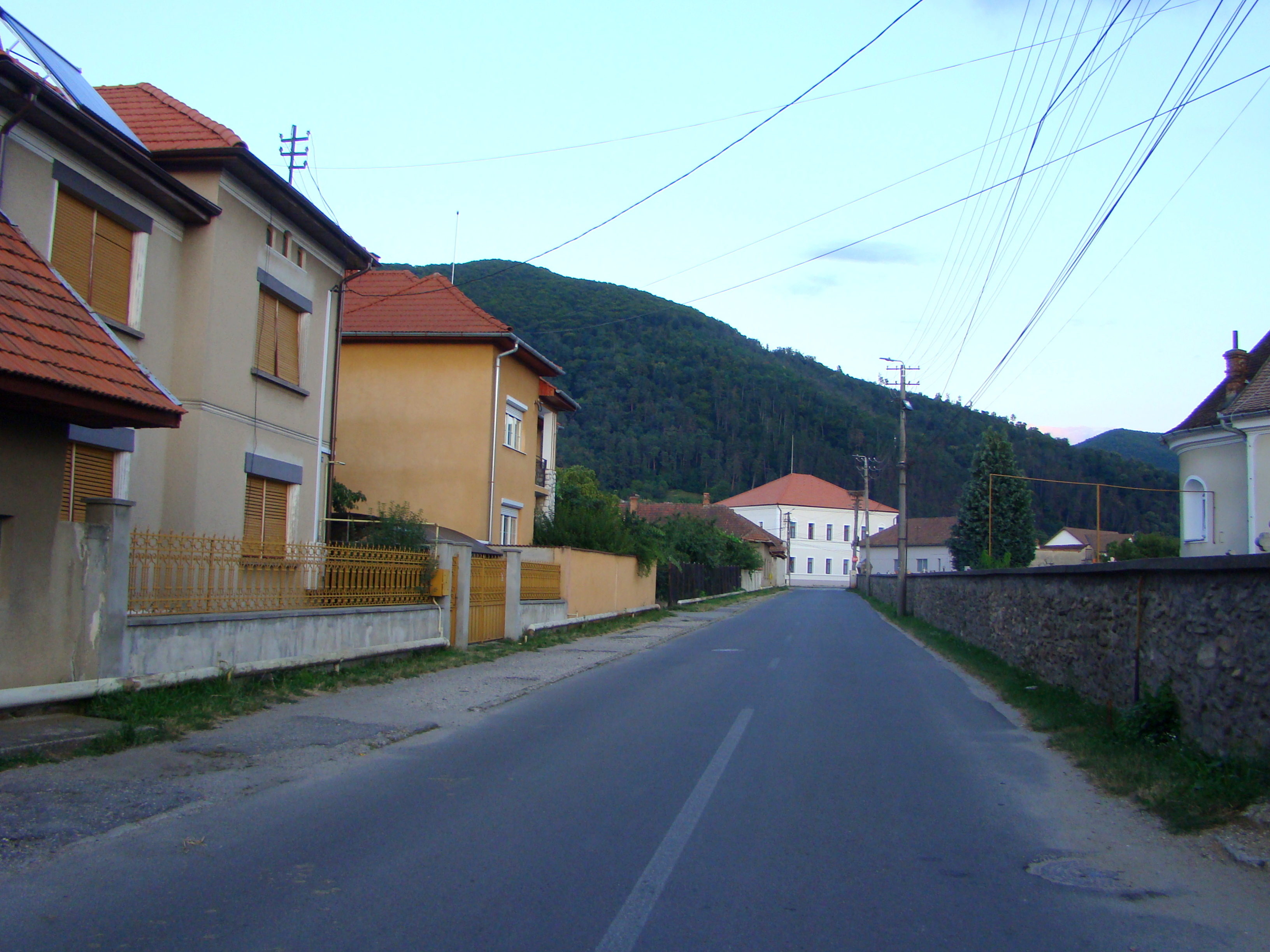
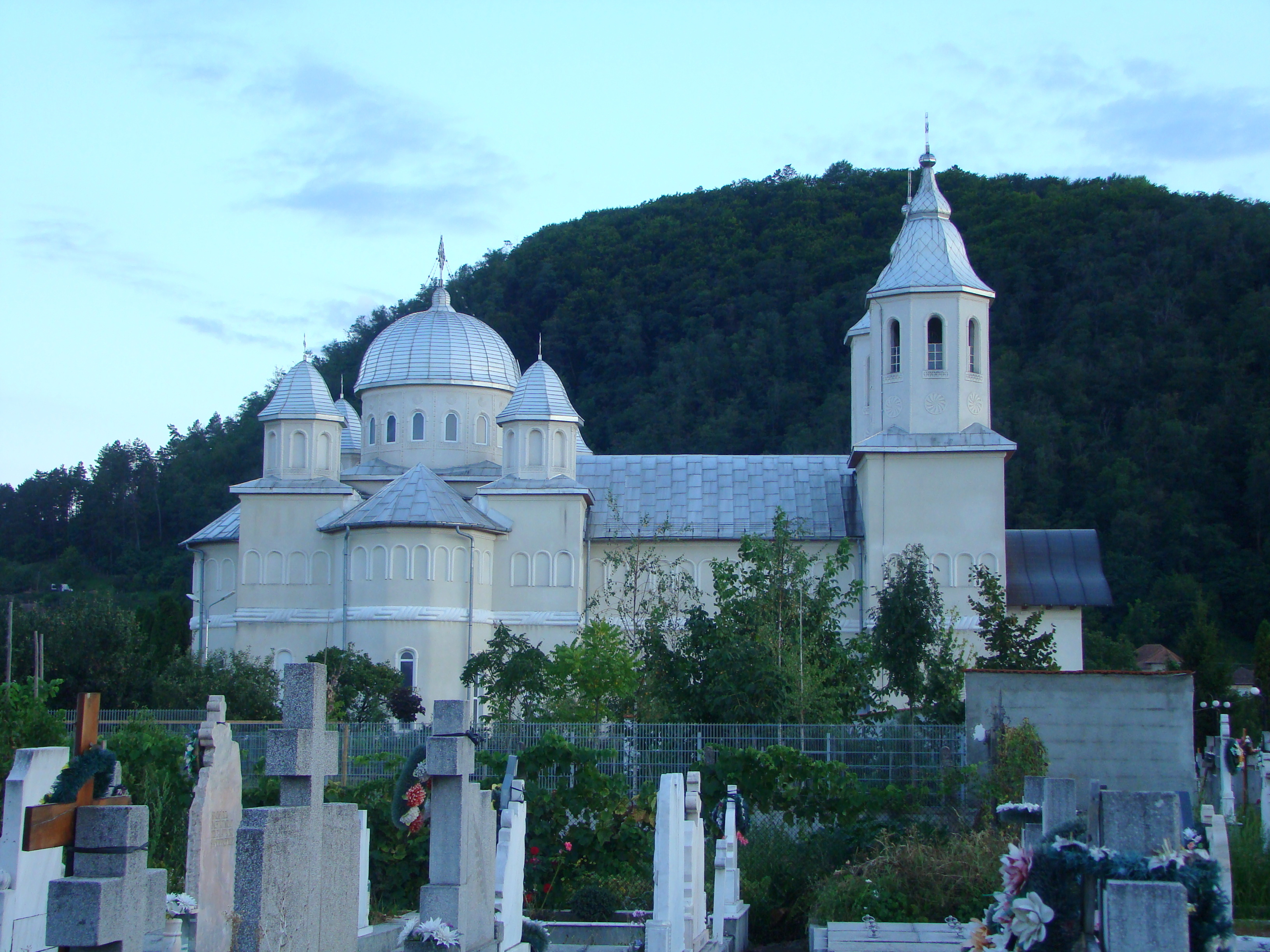
Biserica Sfântul Gheorghe din Cugir
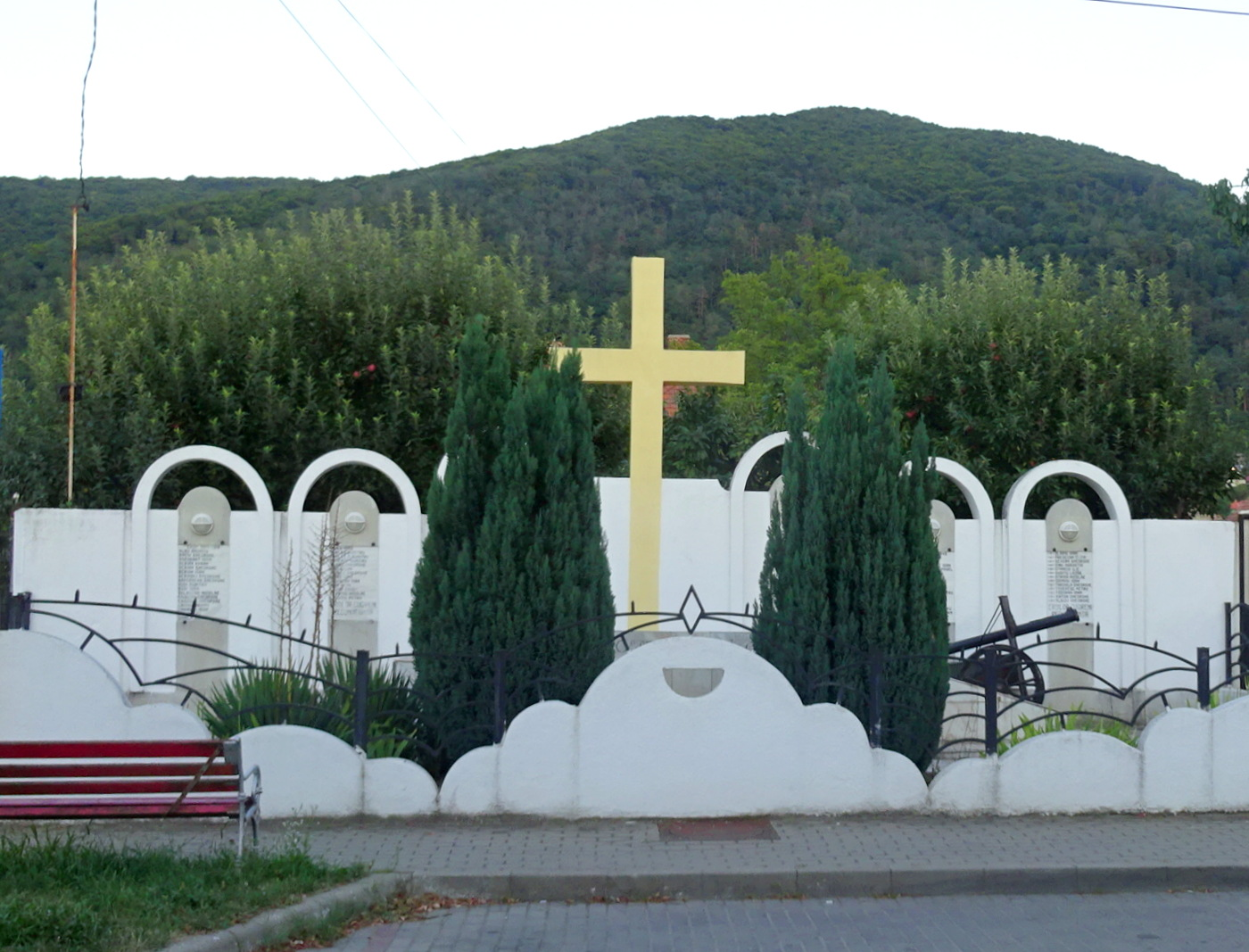
Monumentul eroilor din Cugir
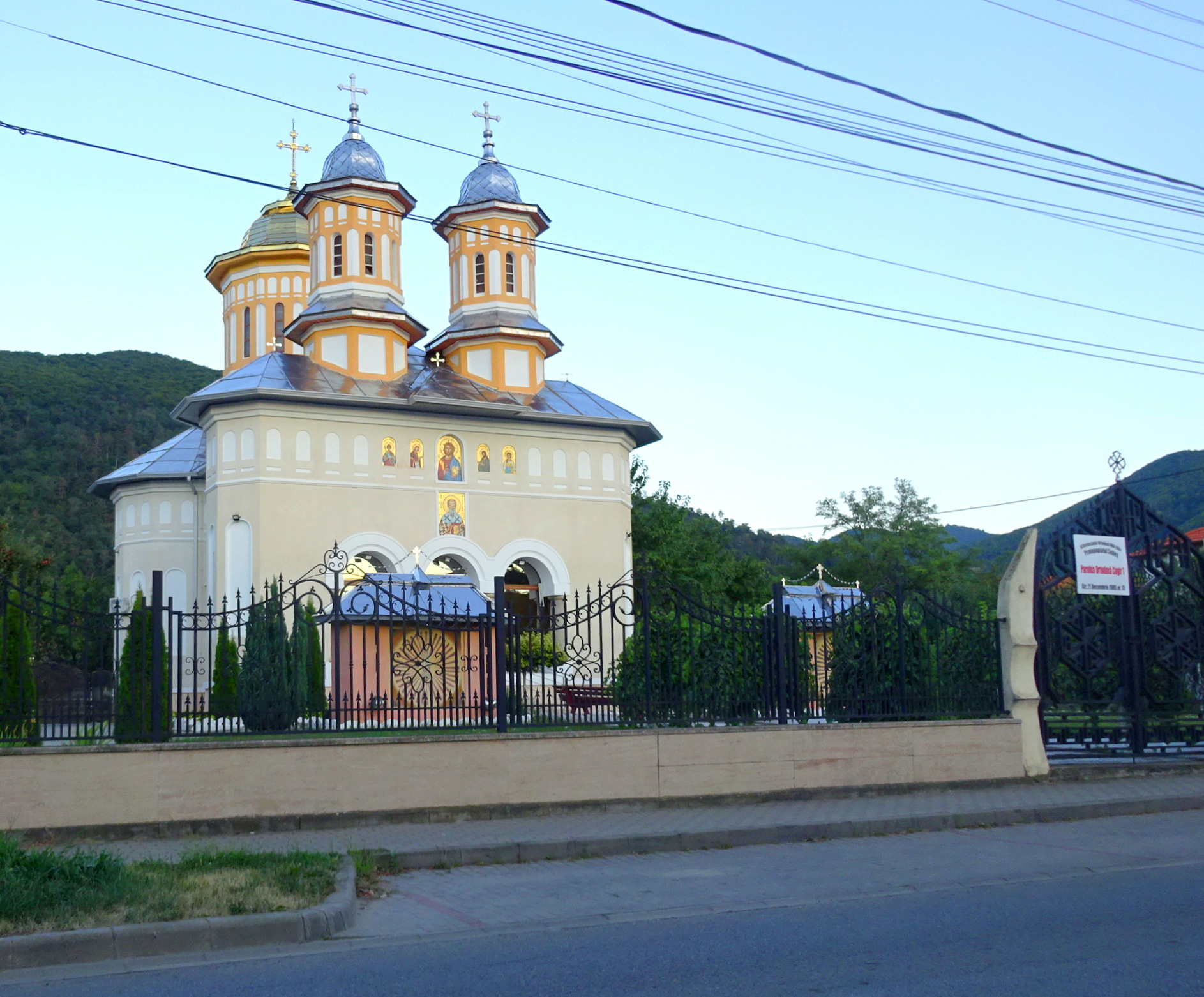
Biserica Sfântul Nicolae din Cugir
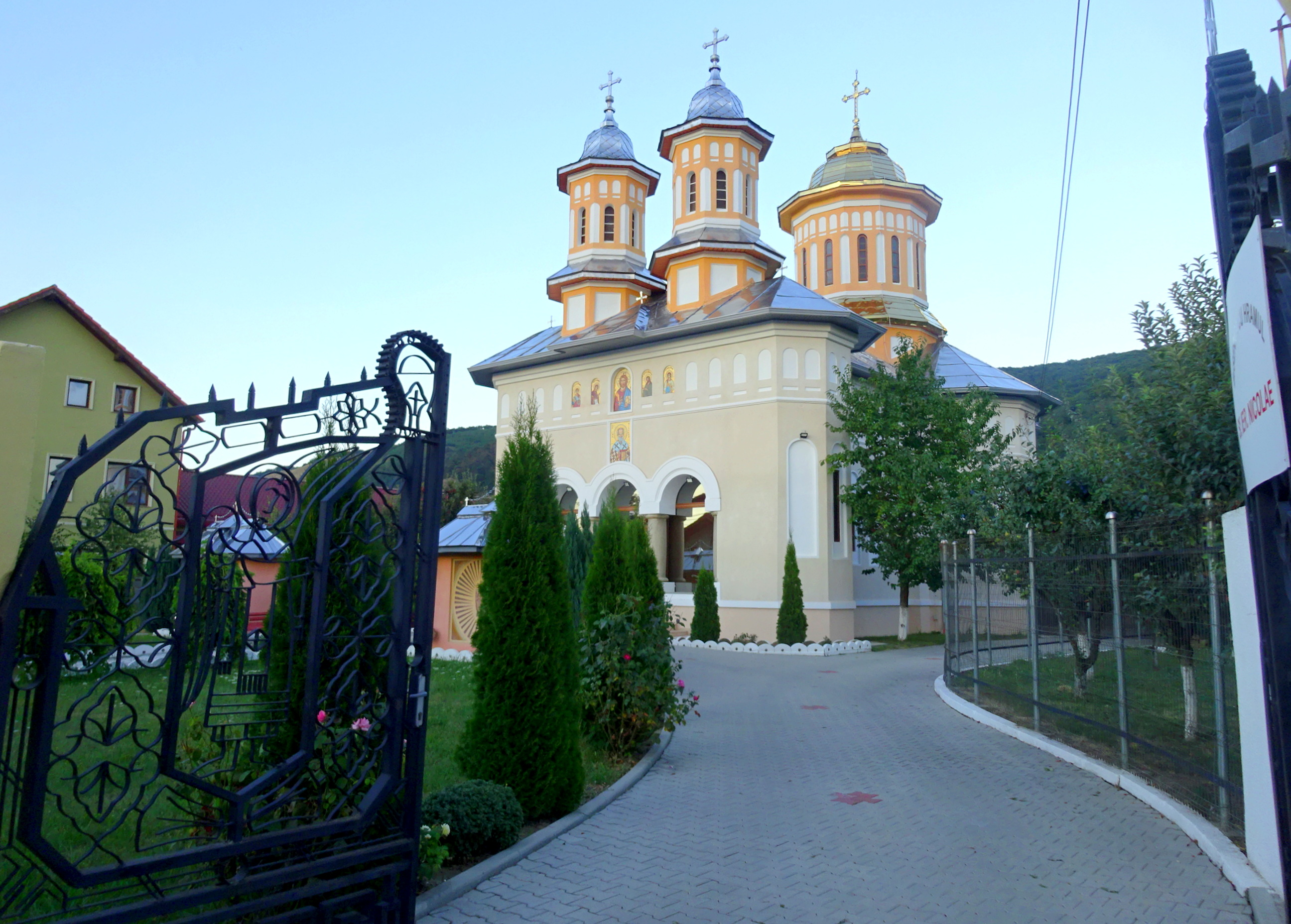
Biserica Sfântul Nicolae din Cugir
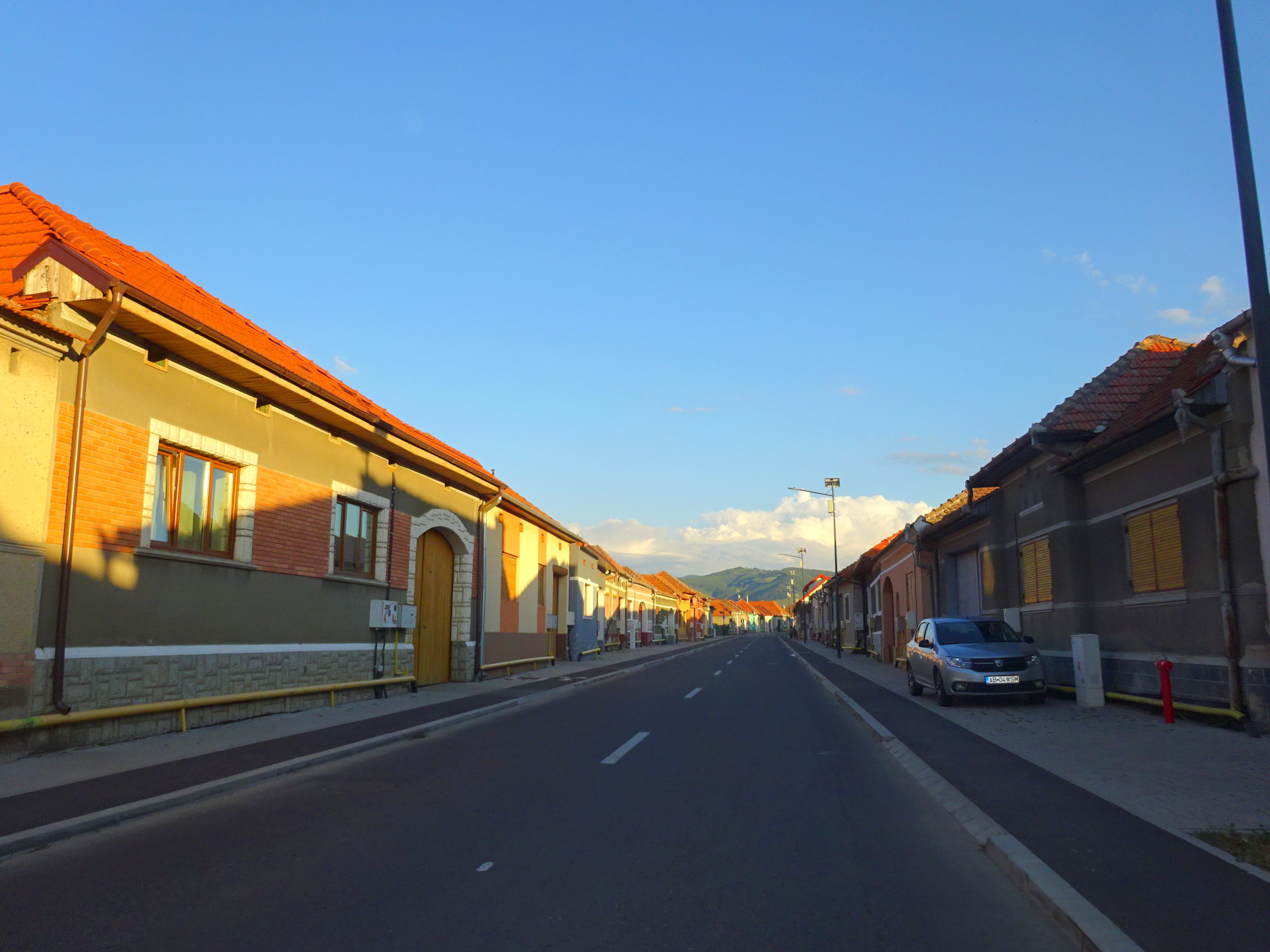
Satul Vinerea
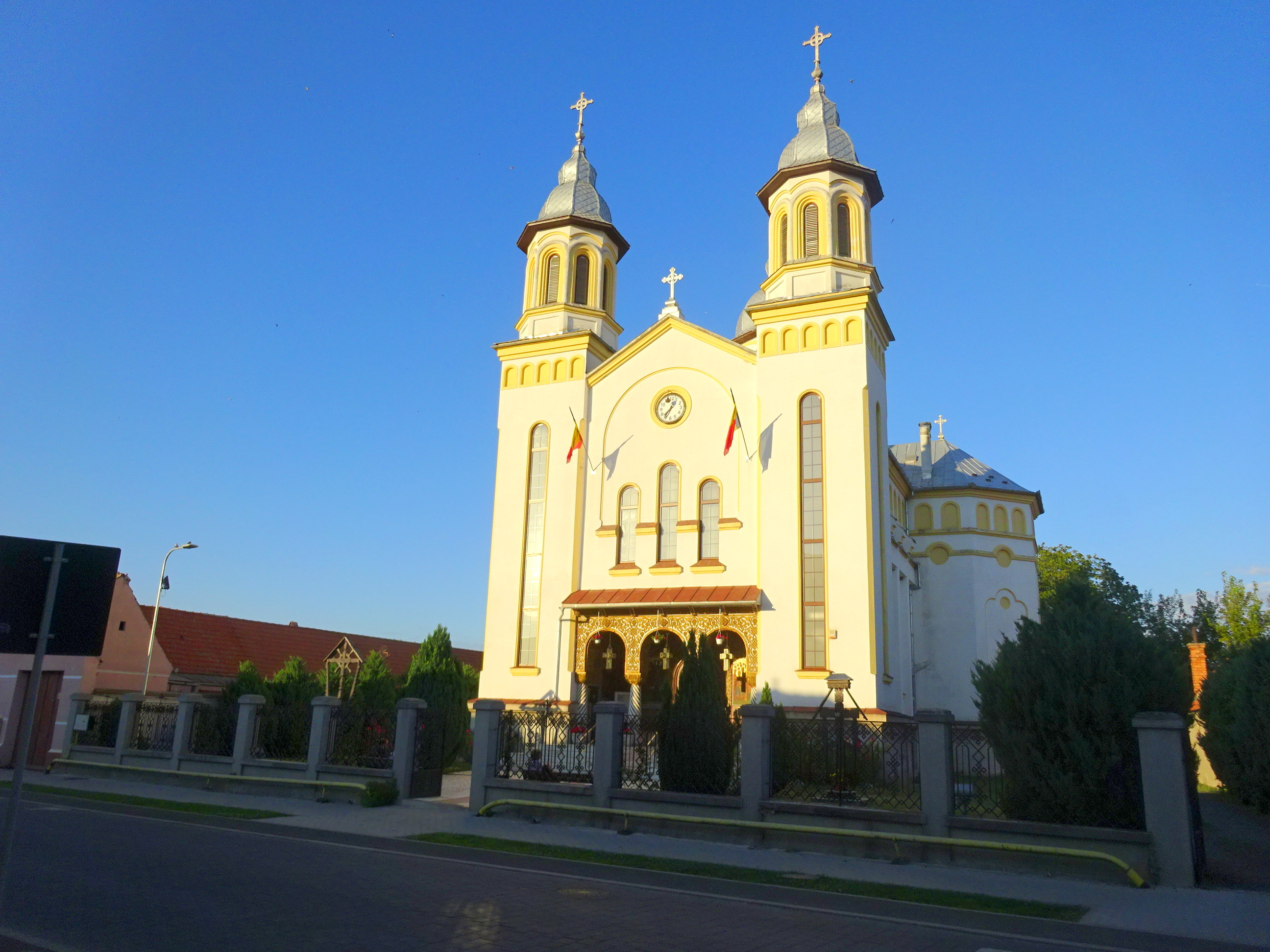
Biserica Sfântul Nicolae din Vinerea
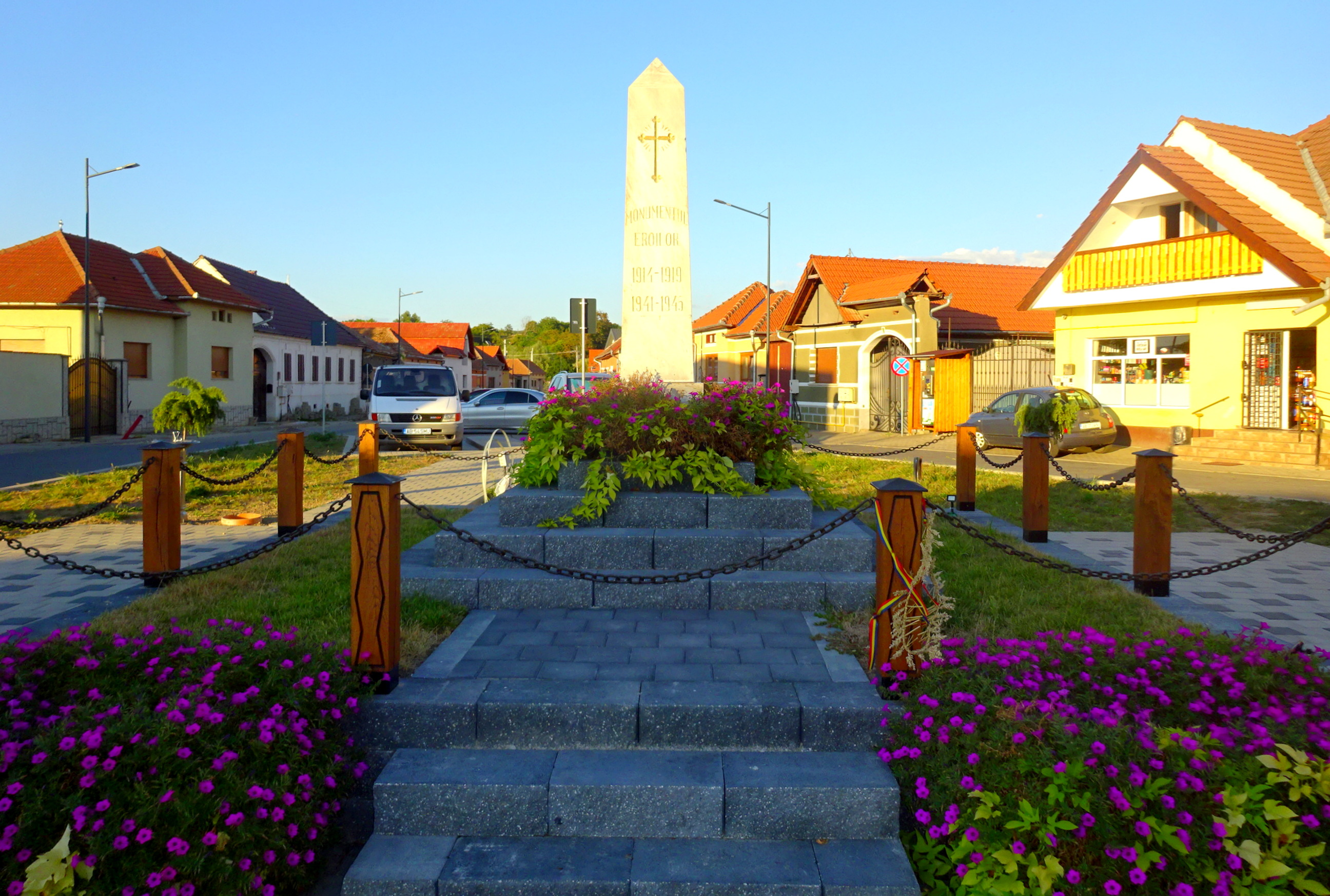
Monumentul eroilor din Vinerea

## Orașe înfrățite
Orașul Cugir este înfrățit cu următoarea localitate:
- Wasserburg am Inn, Germania, din 2006
- Casalborgone, Italia, din 2011
- Mellieha, Malta, din 2011
- Vecpiebalgas, Letonia, din 2011